# Osmolindsaea odorata
Osmolindsaea odorata är en ormbunkeart som först beskrevs av William Roxburgh, och fick sitt nu gällande namn av Lehtonen och Christenh. Osmolindsaea odorata ingår i släktet Osmolindsaea och familjen Lindsaeaceae. Inga underarter finns listade.